# Vanessa Bell (écrivaine)
Pour les articles homonymes, voir Vanessa Bell et Bell.
Vanessa Bell, née en 1985, est une écrivaine, performeuse, critique littéraire et animatrice de radio québécoise.

## Biographie
Vanessa Bell est née en 1985. Elle s'est démarquée par son engagement dans le milieu culturel et littéraire québécois.
Bell a été chroniqueuse et animatrice pour plusieurs émissions, notamment pour Les bouquins d’abord à CKRL et C'est fou à Radio-Canada,. Elle a animé, participé et tenu des chroniques dans plusieurs balados dont La vie secrète des libraires, Bouquins et confidences et contoursbalado,,.
Elle est également critique à la revue Le Sabord et membre du comité de rédaction chez Lettres québécoises,. Après avoir été codirectrice du Mois de la poésie, Vanessa Bell devient cofondatrice et codirectrice de l’organisme en arts littéraire Contours,. Elle a été chargée de projet au Bureau des affaires poétique et est présidente de la Table des Lettres de Culture Capitale-Nationale et Chaudières-Appalaches,. Depuis 2022, elle est directrice de la collection poésie aux Éditions du Quartz.
En parallèle à son implication culturelle, Bell a également une pratique d'écriture. En 2017, elle collabore avec le photojournaliste Renaud Philippe sur un livre d’artiste intitulé Impermanence. En 2018, elle signe les poèmes du catalogue d’exposition de la 11e Biennale Internationale d’Estampe Contemporaine de Trois-Rivières.
Son premier recueil de poésie, De rivières parait aux éditions La Peuplade en 2019. Elle est aussi codirectrice de L’anthologie de la poésie actuelle des femmes au Québec, 2000-2020 avec Catherine Cormier-Larose, paru aux éditions du Remue-ménage. En 2022, elle publie Monuments, un livre d'artiste réalisé en collaboration avec Kéven Tremblay aux Éditions du Noroît. Elle a également publié en revue et en collectif.
En 2020, Le Mois de la poésie, codirigé par Vanessa Bell et Juliette Bernatchez, remporte le Prix d'excellence arts et culture de l'Institut canadien de Québec. En 2021, Vanessa Bell reçoit le prix Félix-Antoine-Savard pour sa suite poétique « foehn ». La même année, elle est finaliste pour le Prix excellence arts et culture de Institut canadien de Québec « pour son engagement à la fois créatif et structurel dans la Ville de Québec; pour sa vision et ses projets rassembleurs à grande portée notamment la coécriture de l’Anthologie de la poésie actuelle des femmes au Québec, un projet majeur qui connaît un succès aussi bien médiatique qu’auprès du lectorat ».
En 2022, Vanessa Bell est la première canadienne francophone à être soutenue par le programme Rising Stars de la Writers'Trust of Canada sous le mentorat de Nicole Brossard pour « son écriture colorée et incisive [qui] bouillonne d’audace », tel que le souligne Brossard,.
Le féminisme, la maternité et la question du territoire sont, entre autres, des sujets qu'elle investit dans sa poésie. Elle a performé au Québec, en Europe et en Scandinavie.

## Œuvres

### Poésie
- De rivières, Montréal, éditions La Peuplade, 2019, 96p.  (ISBN 9782924898383)
- Anthologie de la poésie actuelle des femmes au Québec 2000-2020, Montréal, éditions du Remue-ménage, 2021, 280p.  (ISBN 9782890917347)

### Livres d'artiste
- Impermanence, avec Renaud Philippe, Québec, Criterium, 2017, 96 p. (ISBN 9782981636102)
- Monuments, avec Kéven Tremblay, Montréal, Éditions du Noroît, 2022, n.p.  (ISBN 9782897663599)

### Essai
- Fendre les eaux : Apprivoiser la baignade nordique, Montréal, Les Éditions de l'Homme, 2023, 208 p.  (ISBN 9782761961431)

### Anthologie
- Françoise Stéréo - Anthologie, sous la direction de Valérie Gonthier-Gignac, Catherine Lefrançois, Marie-Michèle Rheault, Laurence Simard, Julie Veillet, Montréal, Moult Editions, 2018  (ISBN 9782924039229)

## Prix et honneurs
- 2021 - Finaliste : Prix excellence arts et culture de Institut canadien de Québec[15]
- 2021 - Récipiendaire : Prix Félix-Antoine-Savard pour la suite poétique « foehn » Estuaire, numéro 181[14]
- 2022 - Première canadienne francophone à être soutenue par le programme Rising Stars de la Writers'Trust of Canada sous le mentorat de Nicole Brossard[11]
- 2023 - Finaliste : Prix Artiste de l'année dans la Capitale-Nationale du Conseil des arts et des lettres du Québec (CALQ)[18]